# Seututie 924
Pour les articles homonymes, voir Route 924.
La route régionale 924 (finnois : Seututie 924) ou route de Ranua (finnois : Ranuantie)est une route régionale allant de Simo à Ranua en Finlande.

## Description
Ranuantie est une route régionale circulant d'est ou ouest dans les communes de Simo et de Ranua dans la région de Laponie.
La route relie la route principale 78 à la route nationale 4.
La route part de la route nationale 4 au centre de Simo sur la rive sud de la rivière Simojoki et suit la rive sud de la rivière à travers les villages de Hamari et Karisuvanto jusqu'au village d'Alaniemi, où elle croise la route régionale 923.
Après Alaniemi, la route continue jusqu'à Taininiemi, où elle croise la route régionale 849 et traverse la rivière Simojoki.
Ensuite, la route continue au nord des villages de Hosio et Rovastinaho jusqu'à Raiskio, où la route traverse à nouveau la rivière Simojoki.
La route 924 se termine à son criisement de la route principale 78 dans le village de Nuuppa, à 14 kilomètres au nord du village cenral de Ranua.